# Kloster Sankt Maria (Neuburg an der Donau)

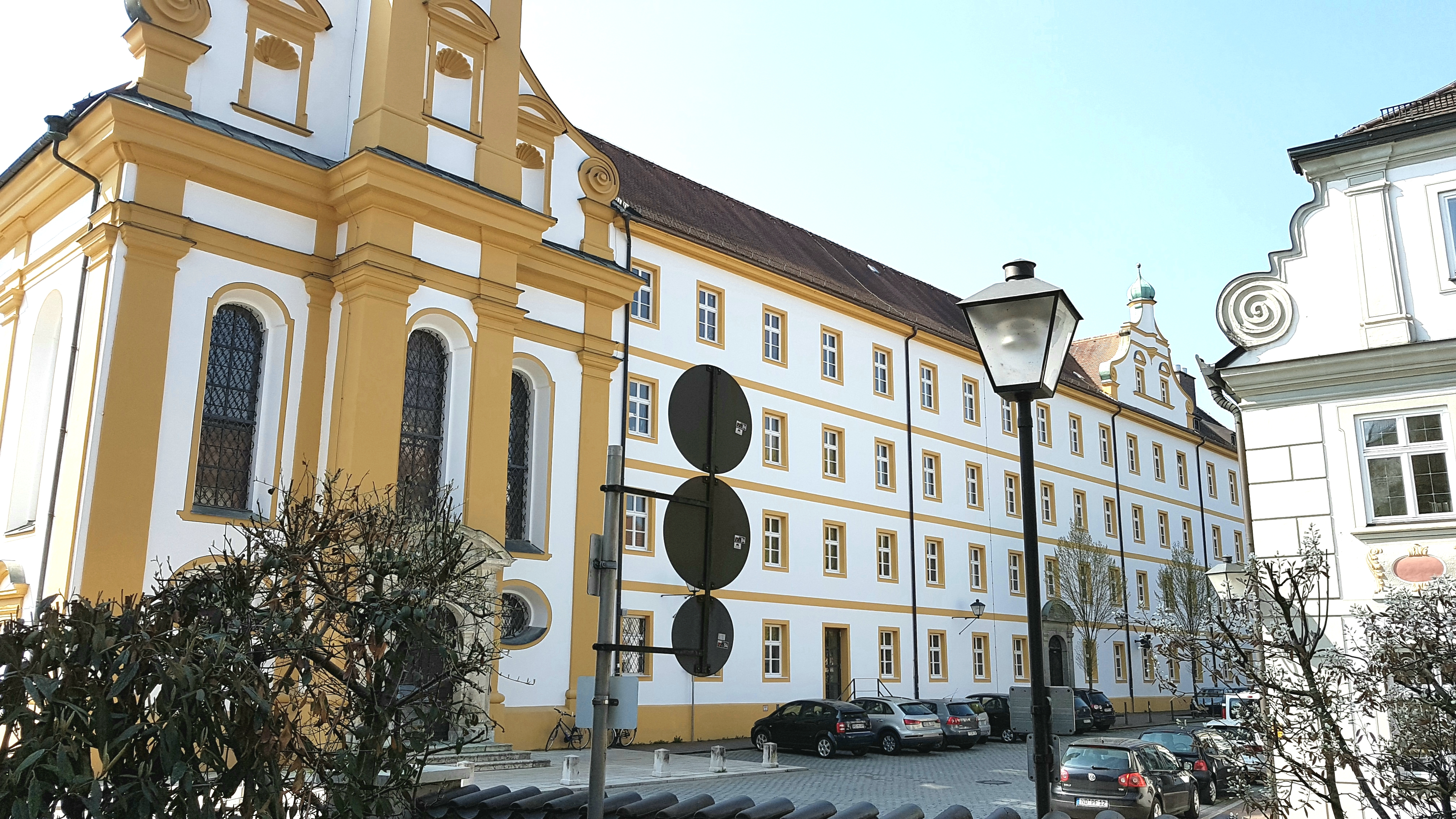
Teilansicht des Gebäudekomplexes (der Schulbau rechts ist verdeckt)

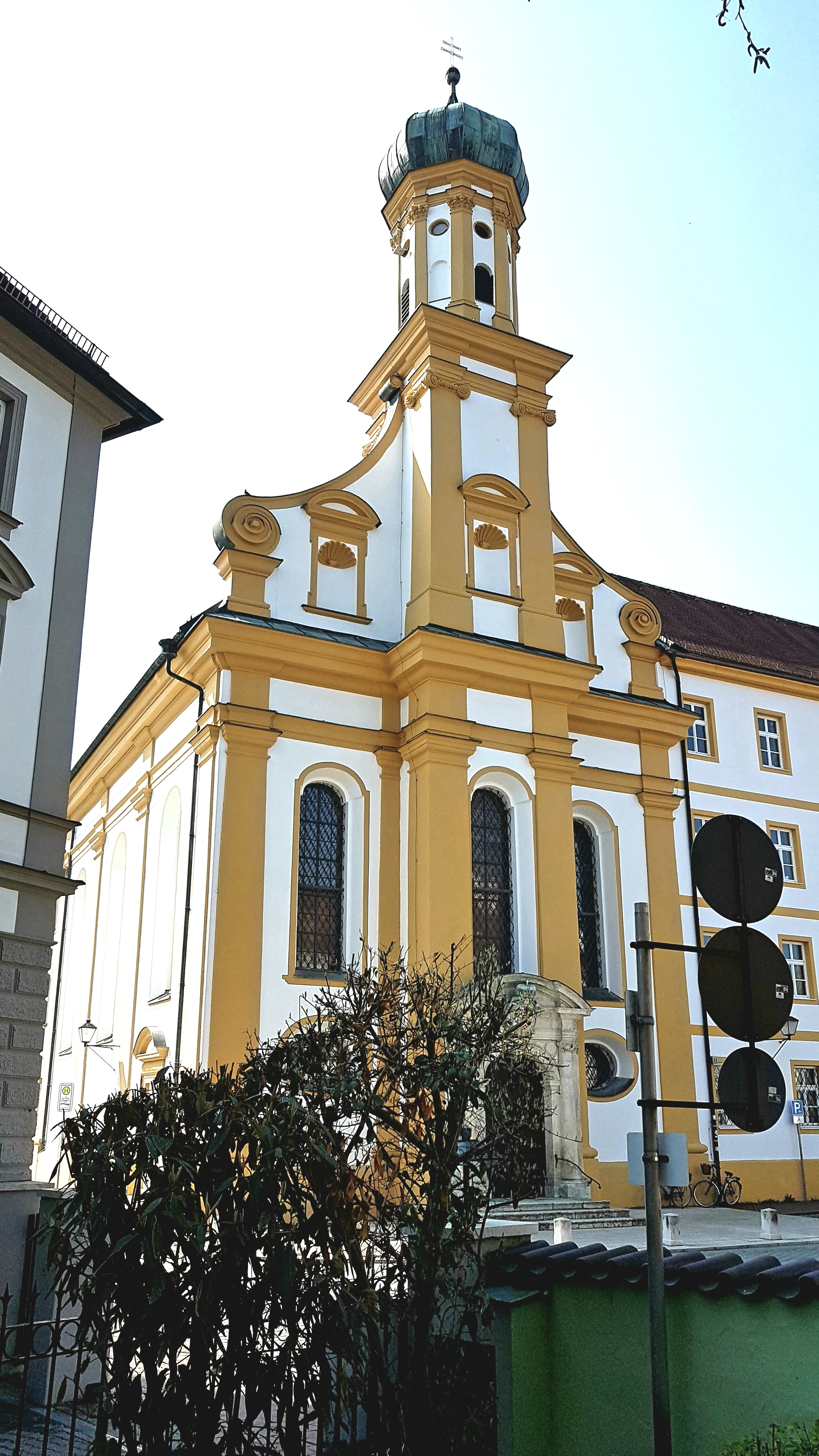
Die ehemalige Klosterkirche St. Ursula

Das Kloster Sankt Maria in Neuburg ist ein ehemaliges Kloster der Ursulinen in Neuburg an der Donau in Bayern in der Diözese Augsburg.

## Geschichte
Das der heiligen Maria geweihte Kloster wurde um 1700 durch Kurfürst Johann Wilhelm von Pfalz-Neuburg, Kurfürst von der Pfalz gestiftet. Das Kloster erhielt eine eigene Kirche St. Ursula und war eine Bildungsanstalt für Mädchen aller Stände. Es wurde zum Mutterkloster der Ursulinen in Süddeutschland.
Das Kloster wurde 1809 im Zuge der Säkularisation in Bayern zum Zentralkloster umgewandelt und 1813 aufgelöst. 1816 wurden in den Räumen des Klosters ein Studienseminar und ein Gymnasium untergebracht, die heute noch bestehen.
Die Klosterkirche wurde zur Studienkirche St. Ursula. Später wurde hier die katholische Fachakademie untergebracht. In einer Ausstellung werden dort die zu Beginn des 18. Jahrhunderts im Neuburger Ursulinenkloster gefertigten Antependien in Seide mit Gold- und Silberfäden (sog. Nadelmalerei), die zu den wertvollsten erhaltenen Textilarbeiten dieser Epoche zählen, präsentiert.